# Pterolophia subtincta
Pterolophia subtincta är en skalbaggsart som först beskrevs av Francis Polkinghorne Pascoe 1865.  Pterolophia subtincta ingår i släktet Pterolophia och familjen långhorningar. Inga underarter finns listade i Catalogue of Life.